# Lars Eriksson (football, 1926)
Pour les articles homonymes, voir Lars Eriksson.
Lars Eriksson, né le 6 février 1926 à Hofors et mort le 1er février 1994, est un footballeur international suédois. Il évoluait au poste de milieu de terrain.

## Biographie

### En club
Lars Eriksson commence sa carrière au sein du Degerfors IF,.
Il devient joueur du Football Club de Sète en 1954.
Lors de la saison 1954-1955, Eriksson rejoint le Toulouse FC.
Il revient à Sète la saison suivante.
De 1956 à 1958, Eriksson est joueur du Football Club de Grenoble.
Après un passage avec le Sandvikens IF à 1958, il raccroche les crampons.

### En équipe nationale
International suédois, il reçoit 10 sélections et marque deux buts en équipe de Suède entre 1952 et 1953,.
Son premier match en sélection a lieu le 30 mai 1952 contre l'Écosse (victoire 3-1 à Solna) en amical.
Il inscrit un but contre cette même équipe en amical le 6 mai 1953 (victoire 2-1 à Glasgow).
Son second but en sélection est marqué lors du Championnat nordique contre le Danemark le 21 juin 1953 (victoire 3-1 à Copenhague).
Il fait partie du groupe suédois médaillé de bronze aux Jeux olympiques de 1952 mais ne dispute aucun match durant le tournoi.
Son dernier match en sélection a lieu le 18 octobre 1953 contre la Norvège (match nul 0-0 à Solna).

## Palmarès

### En sélection
Suède
- Jeux olympiques :
  -  Bronze : 1952.

- Championnat nordique (1) : 
  - Vainqueur : 1952 – 1955.